# Onthophagus miscellus
Onthophagus miscellus là một loài bọ cánh cứng trong họ Bọ hung (Scarabaeidae).